# K-2SO
K-2SO (también conocido como K2 o Kaytoo-Esso) es un personaje droide de la franquicia Star Wars, que apareció por primera vez en la película Rogue One de 2016. Es un personaje CGI expresado e interpretado a través de captura de movimiento por Alan Tudyk. En la película, K-2SO es un droide de seguridad imperial reprogramado y el copiloto del espía rebelde Cassian Andor.

## Personaje

### Desarrollo
K-2SO fue parte de la alineación inicial de espías en el lanzamiento de John Knoll para Rogue One, como un droide de protocolo imperial. Los diseños para la apariencia del personaje se enfocaron en darle una silueta única y mantenerlo en sintonía con la estética imperial de A New Hope. Se usaron referencias de diseños imperiales, y la placa del pecho del personaje se basa en la armadura de un comandante AT-AT en The Empire Strikes Back. Los diseños no utilizados de Ralph McQuarrie para droides y cascos de soldados de asalto influirían en la forma final de su cabeza. Originalmente diseñado como un "droide de protocolo negro", el desarrollo posterior de la historia y los borradores que "acentuaron" sus lazos con el Imperio convirtieron a K-2SO en un droide de seguridad imperial. Su personalidad relajada se convirtió en un contraste "visualmente divertido" con su "forma imponente y monolítica". El director Gareth Edwards quería que K-2SO fuera "atractivo" a pesar de su figura, y los diseños continuaron reflejando elementos de su personalidad con su forma; su encorvamiento es un ejemplo, que muestra su "tipo de personalidad informal".

### Representación
K-2SO es interpretado a través de la captura de movimiento y en voz por Alan Tudyk. Tudyk inicialmente rechazó el papel porque sintió que estaría ocupado con Con Man, una serie web que había financiado colectivamente. La altura del droide significaba que Tudyk tenía que usar 13 plg (33,0 cm) altos zancos para realizar el personaje, que le costaba quitarse y por eso lo llevaba al baño. Tudyk dijo que caminar sobre zancos era la parte más desafiante de interpretar al droide, encontrando más dificultades para caminar sobre cosas como la arena y correr. K-2, cuando se renderizó, tenía un aspecto ligeramente encorvado. Entonces, para evitar que su propio encorvamiento se agregara al personaje, Tudyk tuvo que obligarse a mantenerse erguido. Con K-2SO teniendo una cara inanimada, Tudyk trató de mantener la "emoción" en su cuerpo y movimiento. El actor trabajó con el maestro de máscaras, Orlando Pabotoy.
Tudyk audicionó con tres acentos diferentes: un acento estadounidense, un acento del Atlántico medio y un acento inglés. Se eligió el acento inglés debido a las raíces imperiales del personaje, y como era un droide, Tudyk le dio un acento "adecuado" más formal. Tudyk improvisó o modificó muchas de las líneas de K-2SO. Sin embargo, estaba preocupado por convertir al personaje en un "atípico en su propia película", similar a Jar Jar Binks, con la esperanza de que K-2SO siguiera sintiéndose como "parte del mundo".
Industrial Light & Magic usó un Unreal Engine 4 modificado en una escena para representar al droide en tiempo real durante la filmación. Esta fue la primera vez que pudieron "trabajar con CGI en el momento".
El personaje iba a aparecer en la serie spin-off de la película Andor centrado en el personaje de Diego Luna 5 años antes de los eventos de Rogue One; incluso Tudyk fue anunciado en el reparto en 2019. Pero en 2020, Tudyk confirmó que ya no aparecería en la primera temporada de la serie debido a los cambios en la historia de Tony Gilroy, showrunner de la serie, pero que podría aparecer en posibles futuras temporadas. El propio Gilroy ya confirmó la aparición del personaje para la temporada 2, a estrenarse en 2024.
Un droide de similar apariencia al personaje aparece en el episodio 7 de la primera temporada.

### Descripción
K-2SO es un droide de seguridad de la serie KX creado originalmente por el Imperio, reprogramado por el piloto Cassian Andor para servir a la Alianza Rebelde. Es copiloto y "compañero" de Andor, y le da un toque cómico a la película. Ann Hornaday de The Washington Post notó la apariencia "angular, de extremidades arácnidas" de K-2SO, llamándolo "irregularmente sarcástico". Eric Goldman de IGN describió al droide como "el contrapunto oscuro y amplificado de C-3PO". Al igual que Threepio, tiene una habilidad especial para dar estadísticas preocupantes, pero en lugar de hablar con una actitud preocupada, K-2SO... tiene un enfoque más resignado y, a menudo, divertidamente cruel y contundente". De manera similar, Chris Nashawaty de Entertainment Weekly llamó al personaje "el primo más sarcástico y menos fey de C3PO". Todd McCarthy describió a K-2SO como "una versión más útil, ingeniosa y sarcástica de C-3PO" en The Hollywood Reporter. Peter Bradshaw de The Guardian comparó al personaje con el robot titular de la novela The Iron Man de Ted Hughes, escribiendo:

K-2SO es corpulento y oscuro, más como el Iron Man de Ted Hughes en miniatura, pero con una forma graciosa de oponerse a las órdenes; su estilo en la conversación implica un remate diferido muy bien sincronizado. Los brazos son largos, lo que resulta en una forma de caminar casi simiesca y casi arrastrando los nudillos. A su manera taciturna, K-2SO casi podría ser una presencia cuasi-Chewie.

## Apariciones

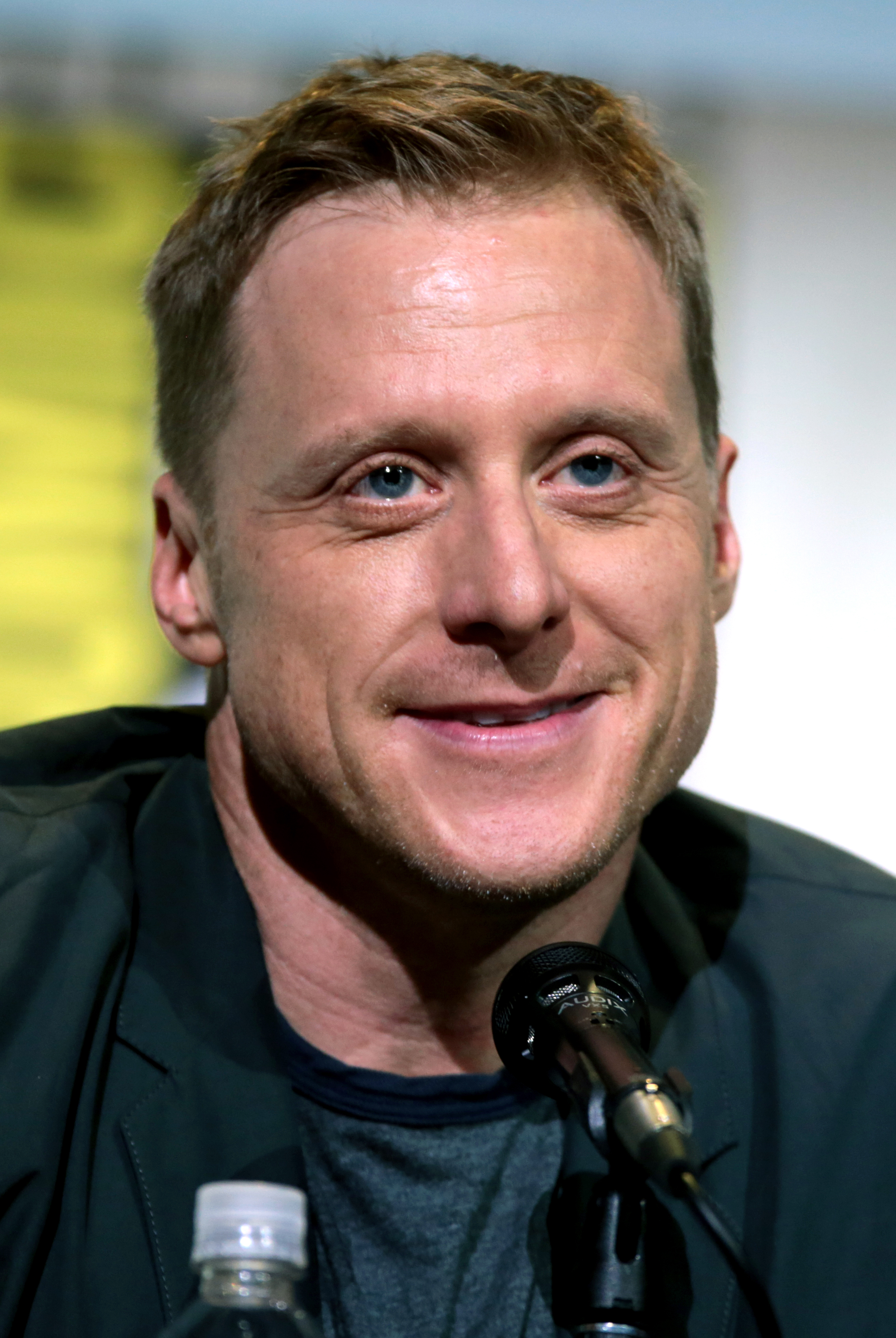
El actor estadounidense Alan Tudyk interpreta a K-2SO.

### Rogue One
K-2SO, interpretado por Tudyk, aparece en Rogue One: A Star Wars Story, que se lanzó en diciembre de 2016. En la película, es el segundo al mando de Cassian Andor y rescata a Jyn Erso de un campo de trabajo imperial en Wobani. Los tres viajan a Jedha para obtener un mensaje del científico Galen Erso, el padre de Jyn. Se le dice a K-2SO que se quede en el barco, pero luego ayuda a los rebeldes a luchar contra los soldados de asalto y escapa de la ciudad de Jedha mientras la Estrella de la Muerte, una superarma construida por el imperio y diseñada por Erso, la está destruyendo. Más tarde, se une a un grupo de voluntarios rebeldes para robar los planos de la Estrella de la Muerte en una base imperial ubicada en Scarif, teniendo información de que Erso puso una debilidad que de ser encontrada, permitiría su destrucción. Acompañado por Cassian y Jyn disfrazados, K-2SO se infiltra en la base y permanece en la sala de control mientras Andor y Erso buscan los esquemas en la bóveda de datos. Aunque se las arregla para defenderse de algunos soldados de asalto atacantes, K-2SO sucumbe a múltiples disparos, pero no antes de destruir el panel de control de la puerta de la bóveda, dejando la puerta cerrada. Su sacrificio evitaría que los soldados de asalto mataran a Jyn y Cassian y les permitiría robar los planos con éxito.
Según Tudyk, K-2SO tuvo una muerte diferente en el final original de Rogue One. El personaje iba a ser asesinado a tiros por Orson Krennic, el villano principal de la película, pero los escritores pensaron que K-2SO merecía una muerte más heroica para ser más adecuado para él.

### Trabajos relacionados y merchandising
K-2SO aparece en la novelización de Rogue One de Alexander Freed. Tudyk repite el papel en el cortometraje "The Good Stuff!" durante el primer episodio de LEGO Star Wars: All Stars. En agosto de 2017 se lanzó un cómic único, Star Wars: Rogue One - Cassian y K-2SO. Ambientada en algún momento antes de los eventos de Rogue One, cuenta la historia de cómo se conocieron Cassian Andor y K-2SO. K-2SO también aparece en Star Wars: Secrets of the Empire, una experiencia de realidad virtual producida por ILMxLAB y The VOID para Disneyland Resort; Alan Tudyk repite su papel de K-2SO, que acompaña al jugador durante toda la experiencia. También es un personaje importante en la novela juvenil The Mighty Chewbacca in the Forest of Fear!

## Recepción
Tudyk ha sido ampliamente elogiado por su papel. Al contar la reacción de los fanáticos en Twitter, Megan McCluskey escribió para Time que "parece haber un aspecto de la historia independiente de Star Wars en el que la mayoría de los espectadores están de acuerdo: la excelencia de K-2SO". Justin Chang de Los Angeles Times apodó al personaje "el ladrón de escenas necesario" de la película, y AO Scott de The New York Times elogió "los tonos secos y sarcásticos del indispensable Alan Tudyk". Todd McCarthy de The Hollywood Reporter, calificó a K-2SO como el personaje "más entretenido" de la película, y elogió su diseño y el "ingenio gracioso y la sincronización exquisita" de Tudyk. Eric Goldman de IGN elogió al elenco de la película, pero señaló que "es el K-2SO de Tudyk quien a menudo se destaca", y agregó que la actuación del actor le da al personaje "un 'alma' comprensiva (si esa palabra es apropiada para un droide)". Goldman también escribió que "K-2SO se ve tan bien que es fácil olvidar que es un personaje CGI". Michael Cavna del Washington Post, elogió a K-2SO, llamándolo "un droide para los tiempos de las redes sociales... recién armado con sarcasmo cómico". Ann Hornaday, también de The Washington Post, escribió que el personaje "brinda un precioso alivio cómico en una película que, por lo demás, es sombría y seria". Richard Brody de The New Yorker describió al droide como "el único personaje con una identidad interna... y la única actuación con algún estilo". Peter Travers de Rolling Stone y David Ehrlich de IndieWire apodaron a K-2SO como el mejor de los nuevos personajes de la película, con Travers llamando al robot "hilarante" y Ehrlich describiéndolo como "un robot divertido con una sincronización cómica asesina, es tan delicioso y vivo como cualquier personaje animado que puedas encontrar en una película de Disney".